# Nimràvids
Els nimràvids (Nimravidae), coneguts de vegades com a falsos dents de sabre, són una família extinta de mamífers carnívors. Tot i que alguns nimràvids tenien una semblança física amb els dents de sabre del gènere Smilodon, no hi estaven estretament relacionats, sinó que evolucionaren de manera similar a causa de l'evolució convergent.

## Classificació
- Família Nimravidae
  - Maofelis
  - Pangurban
  - Subfamília Nimravinae
    - Gènere Dinaelurus
      - D. crassus

    - Gènere Dinailurictis
      - D. bonali

    - Gènere Dinictis
      - D. cyclops
      - D. felina
      - D. priseus
      - D. squalidens

    - Gènere Eofelis
      - E. edwardsii
      - E. giganteus

    - Gènere Nimravus
      - Nimravus altidens
      - Nimravus brachyops
      - Nimravus edwardsi
      - Nimravus gomphodus
      - Nimravus intermedius
      - Nimravus sectator

    - Gènere Pogonodon
      - P. cismontanus
      - P. davisi
      - P. platycopis

    - Gènere Quercylurus
      - Quercylurus major

  - Subfamília Hoplophoninae
    - Gènere Eusmilus
      - Eusmilus bidentatus
      - Eusmilus cerebralis
      - Eusmilus sicarius

    - Gènere Hoplophoneus
      - Hoplophoneus belli
      - Hoplophoneus dakotensis
      - Hoplophoneus occidentalis
      - Hoplophoneus latidens
      - Hoplophoneus mentalis
      - Hoplophoneus primaevus
      - Hoplophoneus robustus